# Victoria Kings FC
O Victoria Kings Football Club é um clube de futebol sul-americano da região de Demerara, na Guiana.
É o maior campeão regional, tendo conquistado seu primeiro título em 1997. Atualmente disputa a Elite League do Campeonato Guianense de Futebol.